# Радвановски, Сондра
Со́ндра Радвано́вски (11 апреля 1969, Беруин, Иллинойс, США) — американская и канадская оперная певица (сопрано), специализирующаяся на итальянской опере XIX века. Почётный член Королевской консерватории Канады (2018).
Рядом компетентных изданий была признана одной из ведущих исполнительниц партий в операх Дж. Верди своего поколения. В числе лучших исполнений: Эльвира в «Эрнани» , Леонора в «Трубадуре», Елена в «Сицилийской вечерне», Елизавета в «Доне Карлосе», Аида в «Аиде» Дж. Верди, Норма в «Норме» В. Беллини, Елизавета в «Роберто Деверё» Г. Доницетти, Тоска в «Тоске» Дж. Пуччини и др.

## Биография
Сондра родилась в городе Беруин, штат Иллинойс. Со стороны отца она имеет чешские корни, а со стороны матери — датские. В 11 лет семья переехала в Ричмонд. Обучалась вокалу в Университете Южной Калифорнии и актёрскому мастерству в Калифорнийском университете.
В 1990 году дебютировала в партии Мими в опере Богема Дж. Пуччини в оперном театре Ричмонда.
В 1995 году выиграла конкурс Национального совета прослушиваний Метрополитен-опера и была зачислена в Программу развития молодых артистов этого театра.
В 1996 году дебютировала в Метрополитен-опера в партии графини Чепрано в «Риголетто» Дж. Верди.
В 1997 году победила на конкурсе имени Джорджа Лондона.
С 2002 года проживает в Канаде.
В 2016 году получила гражданство Канады.
Регулярно выступает в самых значительных театрах мира, таких как Венская опера, Ла Скала, Ковент-Гарден, Канадская опера, Цюрихская опера, Парижская опера, Лисео и др.
Концертный репертуар певицы включает партии сопрано в Симфонии № 9 Бетховена, в Стабат матер Россини, Реквиеме Дж. Верди.

## Партии
- Леонора — «Трубадур» Дж. Верди
- Амелия — «Бал-маскарад» Дж. Верди
- Аида — «Аида» Дж. Верди
- Елизавета — «Дон Карлос» Дж. Верди
- Эльвира — «Эрнани» Дж. Верди
- Елена — «Сицилийская вечерня» Дж. Верди
- Графиня Чепрано — «Риголетто» Дж. Верди
- Лина — «Стиффелио» Дж. Верди
- Амелия — «Симон Бокканегра» Дж. Верди
- Луиза Миллер — «Луиза Миллер» Дж. Верди

- Тоска — «Тоска» Дж. Пуччини

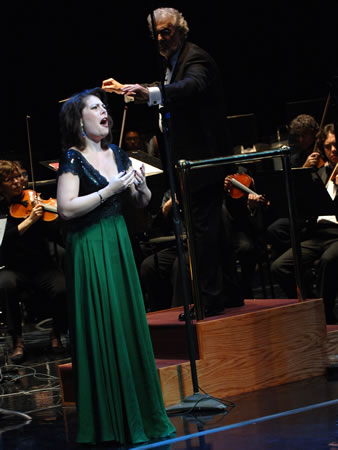

- Сестра Анжелика — «Сестра Анжелика» Дж. Пуччини
- Мими — «Богема» Дж. Пуччини
- Мария Стюарт — «Мария Стюарт» Г. Доницетти
- Анна Болейн — «Анна Болейн» Г. Доницетти
- Елизавета I — «Роберто Деверё» Г. Доницетти
- Роксана — «Сирано де Бержерак» Ф. Альфано
- Норма — «Норма» В. Беллини
- Антония — «Сказки Гофмана» Ж. Оффенбах
- Маддалена — «Андре Шенье» У. Джордано

## Личная жизнь
С 2001 года в браке с Дунканом Лиром, который позже стал её директором.

## Дискография

### CD
- «Верди. Арии»; дир. Константин Орбелян (Delos, 2010)
- «Верди. Сцены из опер» с Дмитрием Хворостовским; дир. Константин Орбелян (Delos, 2011)

### DVD
- Сирано де Бержерак Ф. Альфано с Пласидо Доминго, Наксос, 2009
- Леонора «Трубадур» Д. Верди, Метрополитен-опера, 2011
- Амелия «Бал-Маскарад» Д. Верди, Метрополитен-опера, 2013
- Норма «Норма» В. Беллини, Лисеу, 2015
- Норма «Норма» В. Беллини, Метрополитен-опера, 2018